# Лешани
Лешани (на македонска литературна норма: Лешани) е село в община Дебърца на Северна Македония.

## География
Селото е в Долна Дебърца, част от котловината Дебърца между Илинската планина от изток и Славей планина от запад. Разположено е в северното подножие на връх Мазатар.

## История
Старата църква „Вси Светии“ на Лешанския манастир е от 1452 година.
В XIX век Лешани е българско село в нахия Дебърца на Охридската каза на Османската империя. В „Етнография на вилаетите Адрианопол, Монастир и Салоника“, издадена в Константинопол в 1878 година и отразяваща статистиката на населението от 1873 година, Лешани (Léchani) е посочено като село със 70 домакинства с 200 жители българи. Според Васил Кънчов в 90-те години Лешани има 60 къщи. Според статистиката му („Македония. Етнография и статистика“) от 1900 година Лешани е населявано от 450 жители, всички българи християни.
На Етнографската карта на Битолския вилает на Картографския институт в София от 1901 година Лешани е чисто българско село в Охридската каза на Битолския санджак с 60 къщи.
В началото на XX век цялото население на селото е под върховенството на Българската екзархия. По данни на секретаря на екзархията Димитър Мишев („La Macédoine et sa Population Chrétienne“) в 1905 година в Лешани има 480 българи екзархисти и в селото функционира българско училище.
При избухването на Балканската война в 1912 година осем души от Лешани са доброволци в Македоно-одринското опълчение.
Воденицата на Тане Николов от края на XIX - началото на XX век е обявена за паметник на културата.
Църквата „Свети Никола“ е градена от 1909 до 1919 година, а е осветена в 1920 година. Иконите на иконостаса са изработени от Русалим Кръстев от Лазарополе в 1909 година. Църквата „Успение Богородично“ е възобновена в 1979 година. В 1993 година е възобновена църквичката „Свети Петър“. Северното от селото, в оброчището Свети Атанасий е открита средновековна керамика. Там е построен едноименен храм. Южно от селото в местността Рида е църквичката „Света Богородица“.
Според преброяването от 2002 година селото има 484 жители.
| Националност | Всичко |
| македонци    | 483    |
| албанци      | 0      |
| турци        | 0      |
| роми         | 0      |
| власи        | 0      |
| сърби        | 1      |
| бошняци      | 0      |
| други        | 0      |

## Личности
Родени в Лешани
- Ангел Попвасилев (1885 – 1924), войвода на ВМОРО и ВМРО
- Васил Попангелов (1861 – 1903), войвода на ВМОРО
- Дамян Найдев Силянов, български революционер от ВМОРО[11]
- Йованче Яне, арестуван през октомври 1903 година, обвинен в „даване на убежище на българските разбойници“, осъден на 5 години каторга, заточен в Диарбекир, амнистиран с общата амнистия от 12 април 1904 година[12]
- Йордан Наум, арестуван през октомври 1903 година, обвинен в „даване на убежище на българските разбойници“, осъден на 5 години каторга, заточен в Диарбекир, амнистиран с общата амнистия от 12 април 1904 година[13]
- Кръстан Петрев Илов, български революционер от ВМОРО[14]
- Миладин Стойков, български революционер от ВМОРО, селски войвода от Лешани през Илинденско-Преображенското въстание[15]
- Петър Николов (1880 – 1913), български революционер от ВМОРО
- Славе Банар (р. 1954), писател от Северна Македония
- Стоян Ристески (р. 1932), учен и писател от Северна Македония
- Стоян Христов Трайчев, български революционер от ВМОРО[11]
- Циле Наум, арестуван през октомври 1903 година, обвинен в „даване на убежище на българските разбойници“, осъден на 5 години каторга, заточен в Диарбекир, амнистиран с общата амнистия от 12 април 1904 година[12]

Починали в Лешани
- Русе Поптодоров, български революционер от ВМОРО